# Parque nacional Podyjí
El parque nacional Podyjí (en checo, Podyjí národní park) es un parque nacional en la región de Moravia Meridional de la República Checa. Protege bosques vírgenes a lo largo del profundo valle del río Dyje. Es un bioma cuyo estado bien conservado es único en Europa central. Está unido a un parque menor, el parque nacional Thayatal en Austria. Su mayor elevación son 536 m s. n. m., mientras que la menor es de 207 m s. n. m. Tiene una longitud de 15 km en sentido noroeste-sureste, y una anchura de 8 km en sentido noreste-suroeste. Tiene una superficie de 63 kilómetros cuadrados y 29 dezona de protección. Se estableció en el año 1978 como un área paisajístico protegido (CHKO). Lo administra el Správa NP Podyjí, con sede en Znojmo.

## Referencias

Ubicación del parque nacional Podyjí en la República Checa y el vecino parque nacional Thayatal en Austria.